# Лікар Джек (фільм, 1922)
Лікар Джек (англ. Dr. Jack) — американська кінокомедія режисера Фреда С. Ньюмейєра 1922 року.

## Сюжет
Сільський лікар Джек Джексон викликаний до хворої, маленької, гарненької дівчини, яка вже збагатила лікаря Солсбурга після кількох років безуспішного лікування. Його старомодні методи зробили свою справу і шарлатан відправлений геть.

## У ролях
- Гарольд Ллойд — лікар Джек Джексон
- Мілдред Девіс — хвора-маленька-гарненька-дівчина
- Джон Т. Прінц — її батько
- Ерік Мейн — лікар Людвіг фон Солсбург
- С. Норман Геммонд — адвокат
- Чарльз Стівенсон — охоронець притулку
- Джекі Кондон — приятель хлопця
- Мікі Деніелс — пацієнт